# New Town (Jacksonville)
Pour les articles homonymes, voir New Town.
New Town est un quartier de Jacksonville, en Floride.